# Großer Preis von Großbritannien 1984
Der Große Preis von Großbritannien 1984 (offiziell XXXVII John Player British Grand Prix) fand am 22. Juli auf dem Brands Hatch Circuit in Fawkham statt und war das zehnte Rennen der Formel-1-Weltmeisterschaft 1984.

## Berichte

### Hintergrund
Teo Fabi, der zuvor parallel zur Formel 1 CART-Rennen bestritten und dadurch an mehreren Wochenenden seinen Platz im Team Brabham an seinen Bruder Corrado Fabi abgegeben hatte, traf die Entscheidung, sich für den Rest der Saison ausschließlich auf die Formel 1 zu konzentrieren.
Als Vertretung für den Tyrrell-Piloten Martin Brundle, der sich zwei Wochen zuvor im Training zum Großen Preis der USA an beiden Füßen verletzt hatte, wurde Stefan Johansson engagiert. Erstmals deutete sich an, dass dem Team aufgrund der Verwendung von illegalen Ballast-Wassertanks der Ausschluss aus der Formel-1-WM drohte. Da sich das Team jedoch im Recht sah, beschloss man,  vorerst ganz normal weiterhin an den Grand Prix teilzunehmen.
Wie bereits einige Monate zuvor in San Marino ging Jo Gartner als zweiter Pilot neben dem Stammfahrer Piercarlo Ghinzani für Osella an den Start.

### Training
Während des ersten freien Trainings hatte Johnny Cecotto einen schweren Unfall, bei dem er sich beide Beine brach. Er beendete daraufhin seine Formel-1-Karriere.
Nelson Piquet qualifizierte sich vor den beiden McLaren von Alain Prost und Niki Lauda für die Pole-Position. Es folgte Elio de Angelis vor Keke Rosberg, Derek Warwick, Ayrton Senna und Nigel Mansell.
Obwohl Gartner als 27. des Qualifyings eigentlich nicht qualifiziert gewesen wäre, durfte er zum Rennen antreten. Der Grund für diese Ausnahme war die Tatsache, dass die beiden Tyrrell-Piloten nur unter Vorbehalt starteten.

### Rennen
Während Piquet das Rennen anführte, ereignete sich im Laufe der ersten Runde ein Unfall im Streckenabschnitt Bottom Bend. Ausgelöst wurde dieser durch den Versuch Riccardo Patreses, Jacques Laffite zu überholen. Der Italiener drehte sich, woraufhin sein Teamkollege Eddie Cheever sowie der diesem folgende Johansson hart abbremsen mussten, um eine Kollision zu vermeiden. Philippe Alliot, der sich unmittelbar hinter Johansson befand, hatte keine Chance, rechtzeitig zu reagieren. Die Vorderräder seines RAM 02 berührten die Hinterräder von Johanssons Tyrrell 012, wodurch Alliots Wagen abhob und auf dem Alfa Romeo 184T von Cheever landete. Gartner wurde ebenfalls in den Unfall verwickelt, indem er beim Versuch, der Kollision auszuweichen, in die Reifenstapel am Streckenrand prallte.
Piquet führte weiterhin vor Prost, Lauda, Warwick, de Angelis und Senna, als Jonathan Palmer in der zwölften Runde aufgrund eines Aufhängungsschadens verunfallte. Da die Position des Wracks am Streckenrand als gefährlich eingestuft wurde, unterbrach man das Rennen, um den verunfallten Wagen zu bergen. Kurz zuvor hatte Prost von Piquet die Spitze übernommen.
Da der Neustart in der Reihenfolge der Platzierungen in der elften Runde vorgenommen wurde, startete Piquet erneut vom ersten Platz, konnte sich jedoch diesmal nicht gegen Prost verteidigen. In der 29. Runde wurde er zudem von Lauda überholt, wodurch sich eine McLaren-Doppelführung ergab. Diese bestand allerdings nur bis zu 38. Runde, da Prost aufgrund eines Getriebeschadens ausschied. Dadurch, dass Piquet in Runde 67 wegen eines Turboladerschadens zurückfiel, erreichte Warwick den zweiten Platz hinter Lauda und vor Senna. de Angelis wurde Vierter vor den beiden Ferrari-Piloten Michele Alboreto und René Arnoux. Dies wurde dadurch begünstigt, dass der zuvor auf dem fünften Rang liegende Patrick Tambay in der vorletzten Runde aufgrund eines Schadens am Turbolader ausschied.
Wegen der Unterbrechung wurde das Rennen vorzeitig nach 71 der geplanten 75 Runden beendet.

## Meldeliste
| Team                            | Nr. | Fahrer             | Chassis         | Motor                       | Reifen |
| ------------------------------- | --- | ------------------ | --------------- | --------------------------- | ------ |
| MRD International               | 01  | Nelson Piquet      | Brabham BT53    | BMW M12/13 1.5 L4t          | M      |
| MRD International               | 02  | Teo Fabi           | Brabham BT53    | BMW M12/13 1.5 L4t          | M      |
| Tyrrell Racing Organisation     | 03  | Stefan Johansson   | Tyrrell 012     | Ford Cosworth DFY 3.0 V8    | G      |
| Tyrrell Racing Organisation     | 04  | Stefan Bellof      | Tyrrell 012     | Ford Cosworth DFY 3.0 V8    | G      |
| Williams Grand Prix Engineering | 05  | Jacques Laffite    | Williams FW09B  | Honda RA163-E 1.5 V6t       | G      |
| Williams Grand Prix Engineering | 06  | Keke Rosberg       | Williams FW09B  | Honda RA163-E 1.5 V6t       | G      |
| Marlboro McLaren International  | 07  | Alain Prost        | McLaren MP4/2   | TAG/Porsche TTE PO1 1.5 V6t | M      |
| Marlboro McLaren International  | 08  | Niki Lauda         | McLaren MP4/2   | TAG/Porsche TTE PO1 1.5 V6t | M      |
| Skoal Bandit Formula 1 Team     | 09  | Philippe Alliot    | RAM 02          | Hart 415T 1.5 L4t           | P      |
| Skoal Bandit Formula 1 Team     | 10  | Jonathan Palmer    | RAM 02          | Hart 415T 1.5 L4t           | P      |
| John Player Team Lotus          | 11  | Elio de Angelis    | Lotus 95T       | Renault EF4 1.5 V6t         | G      |
| John Player Team Lotus          | 12  | Nigel Mansell      | Lotus 95T       | Renault EF4 1.5 V6t         | G      |
| Team ATS                        | 14  | Manfred Winkelhock | ATS D7          | BMW M12/13 1.5 L4t          | P      |
| Équipe Renault Elf              | 15  | Patrick Tambay     | Renault RE50    | Renault EF4 1.5 V6t         | M      |
| Équipe Renault Elf              | 16  | Derek Warwick      | Renault RE50    | Renault EF4 1.5 V6t         | M      |
| Barclay Nordica Arrows BMW      | 17  | Marc Surer         | Arrows A7       | BMW M12/13 1.5 L4t          | G      |
| Barclay Nordica Arrows BMW      | 18  | Thierry Boutsen    | Arrows A7       | BMW M12/13 1.5 L4t          | G      |
| Toleman Group Motorsport        | 19  | Ayrton Senna       | Toleman TG184   | Hart 415T 1.5 L4t           | M      |
| Toleman Group Motorsport        | 20  | Johnny Cecotto     | Toleman TG184   | Hart 415T 1.5 L4t           | M      |
| Spirit Racing                   | 21  | Huub Rothengatter  | Spirit 101B     | Hart 415T 1.5 L4t           | P      |
| Benetton Team Alfa Romeo        | 22  | Riccardo Patrese   | Alfa Romeo 184T | Alfa Romeo 890T 1.5 V8t     | G      |
| Benetton Team Alfa Romeo        | 23  | Eddie Cheever      | Alfa Romeo 184T | Alfa Romeo 890T 1.5 V8t     | G      |
| Osella Squadra Corse            | 24  | Piercarlo Ghinzani | Osella FA1F     | Alfa Romeo 890T 1.5 V8t     | P      |
| Osella Squadra Corse            | 30  | Jo Gartner         | Osella FA1F     | Alfa Romeo 890T 1.5 V8t     | P      |
| Ligier Loto                     | 25  | François Hesnault  | Ligier JS23     | Renault EF4 1.5 V6t         | M      |
| Ligier Loto                     | 26  | Andrea de Cesaris  | Ligier JS23     | Renault EF4 1.5 V6t         | M      |
| Scuderia Ferrari SpA SEFAC      | 27  | Michele Alboreto   | Ferrari 126C4   | Ferrari 031 1.5 V6t         | G      |
| Scuderia Ferrari SpA SEFAC      | 28  | René Arnoux        | Ferrari 126C4   | Ferrari 031 1.5 V6t         | G      |

## Klassifikationen

### Qualifying
| Pos. | Fahrer             | Konstrukteur        | Qualifikationstraining 1 | Qualifikationstraining 1 | Qualifikationstraining 2 | Qualifikationstraining 2 | Start |
| Pos. | Fahrer             | Konstrukteur        | Zeit                     | Ø-Geschwindigkeit        | Zeit                     | Ø-Geschwindigkeit        | Start |
| ---- | ------------------ | ------------------- | ------------------------ | ------------------------ | ------------------------ | ------------------------ | ----- |
| 01   | Nelson Piquet      | Brabham-BMW         | 1:14,568                 | 203,106 km/h             | 1:10,869                 | 213,707 km/h             | 01    |
| 02   | Alain Prost        | McLaren-TAG-Porsche | 1:11,494                 | 211,839 km/h             | 1:11,076                 | 213,085 km/h             | 02    |
| 03   | Niki Lauda         | McLaren-TAG-Porsche | 1:11,598                 | 211,531 km/h             | 1:11,344                 | 212,284 km/h             | 03    |
| 04   | Elio de Angelis    | Lotus-Renault       | 1:11,734                 | 211,130 km/h             | 1:11,573                 | 211,605 km/h             | 04    |
| 05   | Keke Rosberg       | Williams-Honda      | 1:13,740                 | 205,386 km/h             | 1:11,603                 | 211,516 km/h             | 05    |
| 06   | Derek Warwick      | Renault             | 1:12,278                 | 209,541 km/h             | 1:11,703                 | 211,221 km/h             | 06    |
| 07   | Ayrton Senna       | Toleman-Hart        | 1:11,890                 | 210,672 km/h             | 1:13,991                 | 204,690 km/h             | 07    |
| 08   | Nigel Mansell      | Lotus-Renault       | 1:13,184                 | 206,947 km/h             | 1:12,435                 | 209,087 km/h             | 08    |
| 09   | Michele Alboreto   | Ferrari             | 1:13,645                 | 205,651 km/h             | 1:13,122                 | 207,122 km/h             | 09    |
| 10   | Patrick Tambay     | Renault             | 1:14,106                 | 204,372 km/h             | 1:13,138                 | 207,077 km/h             | 10    |
| 11   | Manfred Winkelhock | ATS-BMW             | 1:13,713                 | 205,462 km/h             | 1:13,374                 | 206,411 km/h             | 11    |
| 12   | Thierry Boutsen    | Arrows-BMW          | 1:15,355                 | 200,985 km/h             | 1:13,528                 | 205,979 km/h             | 12    |
| 13   | René Arnoux        | Ferrari             | 1:14,281                 | 203,891 km/h             | 1:13,934                 | 204,848 km/h             | 13    |
| 14   | Teo Fabi           | Brabham-BMW         | 1:17,731                 | 194,841 km/h             | 1:14,040                 | 204,554 km/h             | 14    |
| 15   | Marc Surer         | Arrows-BMW          | 1:17,040                 | 196,589 km/h             | 1:14,336                 | 203,740 km/h             | 15    |
| 16   | Jacques Laffite    | Williams-Honda      | 1:14,568                 | 203,106 km/h             | 1:26,939                 | 174,205 km/h             | 16    |
| 17   | Riccardo Patrese   | Alfa Romeo          | 1:14,871                 | 202,284 km/h             | 1:14,568                 | 203,106 km/h             | 17    |
| 18   | Eddie Cheever      | Alfa Romeo          | 1:15,113                 | 201,632 km/h             | 1:14,609                 | 202,994 km/h             | 18    |
| 19   | Andrea de Cesaris  | Ligier-Renault      | 1:16,116                 | 198,975 km/h             | 1:15,112                 | 201,635 km/h             | 19    |
| 20   | François Hesnault  | Ligier-Renault      | 1:17,384                 | 195,715 km/h             | 1:15,837                 | 199,707 km/h             | 20    |
| 21   | Piercarlo Ghinzani | Osella-Alfa Romeo   | 1:16,466                 | 198,064 km/h             | 1:16,829                 | 197,129 km/h             | 21    |
| 22   | Huub Rothengatter  | Spirit-Hart         | 1:17,665                 | 195,007 km/h             | 1:16,759                 | 197,308 km/h             | 22    |
| 23   | Jonathan Palmer    | RAM-Hart            | 1:18,244                 | 193,564 km/h             | 1:17,265                 | 196,016 km/h             | 23    |
| 24   | Philippe Alliot    | RAM-Hart            | 1:24,043                 | 180,208 km/h             | 1:17,517                 | 195,379 km/h             | 24    |
| 25   | Stefan Johansson   | Tyrrell-Ford        | 1:18,460                 | 193,031 km/h             | 1:17,777                 | 194,726 km/h             | 25    |
| 26   | Stefan Bellof      | Tyrrell-Ford        | 1:17,893                 | 194,436 km/h             | 1:17,912                 | 194,389 km/h             | 26    |
| 27   | Jo Gartner         | Osella-Alfa Romeo   | 1:18,347                 | 193,309 km/h             | 1:18,121                 | 193,868 km/h             | 27    |
| DNS  | Johnny Cecotto     | Toleman-Hart        | –                        | –                        | –                        | –                        | –     |

### Rennen
| Pos. | Fahrer             | Konstrukteur        | Runden | Stopps | Zeit        | Start | Schnellste Runde |
| ---- | ------------------ | ------------------- | ------ | ------ | ----------- | ----- | ---------------- |
| 01   | Niki Lauda         | McLaren-TAG-Porsche | 71     | 0      | 1:29:28,532 | 03    | 1:13,191 (57.)   |
| 02   | Derek Warwick      | Renault             | 71     | 0      | + 42,123    | 06    | 1:14,236         |
| 03   | Ayrton Senna       | Toleman-Hart        | 71     | 0      | + 1:03,328  | 07    | 1:13,951         |
| 04   | Elio de Angelis    | Lotus-Renault       | 70     | 0      | + 1 Runde   | 04    | 1:14,389         |
| 05   | Michele Alboreto   | Ferrari             | 70     | 0      | + 1 Runde   | 09    | 1:15,131         |
| 06   | René Arnoux        | Ferrari             | 70     | 0      | + 1 Runde   | 13    | 1:15,598         |
| 07   | Nelson Piquet      | Brabham-BMW         | 70     | 0      | + 1 Runde   | 01    | 1:13,656         |
| 08   | Patrick Tambay     | Renault             | 69     | 1      | DNF         | 10    | 1:14,534         |
| 09   | Piercarlo Ghinzani | Osella-Alfa Romeo   | 68     | 0      | + 3 Runden  | 21    | 1:17,273         |
| 10   | Andrea de Cesaris  | Ligier-Renault      | 68     | 0      | + 3 Runden  | 19    | 1:16,062         |
| 11   | Marc Surer         | Arrows-BMW          | 67     | 1      | + 4 Runden  | 15    | 1:18,008         |
| 12   | Riccardo Patrese   | Alfa Romeo          | 66     | 0      | DNF         | 17    | 1:17,319         |
| –    | Huub Rothengatter  | Spirit-Hart         | 62     | 1      | NC          | 22    | 1:17,091         |
| –    | François Hesnault  | Ligier-Renault      | 43     | 0      | DNF         | 20    | 1:18,126         |
| –    | Alain Prost        | McLaren-TAG-Porsche | 38     | 0      | DNF         | 02    | 1:13,979         |
| –    | Nigel Mansell      | Lotus-Renault       | 24     | 0      | DNF         | 08    | 1:17,326         |
| –    | Thierry Boutsen    | Arrows-BMW          | 24     | 1      | DNF         | 12    | 1:17,750         |
| –    | Jacques Laffite    | Williams-Honda      | 15     | 0      | DNF         | 16    | 1:18,006         |
| –    | Teo Fabi           | Brabham-BMW         | 10     | 0      | DNF         | 14    | 1:18,364         |
| –    | Jonathan Palmer    | RAM-Hart            | 10     | 0      | DNF         | 23    | 1:20,114         |
| –    | Manfred Winkelhock | ATS-BMW             | 8      | 0      | DNF         | 11    | 1:18,553         |
| –    | Keke Rosberg       | Williams-Honda      | 5      | 0      | DNF         | 05    | 1:19,336         |
| –    | Eddie Cheever      | Alfa Romeo          | 0      | 0      | DNF         | 18    | –                |
| –    | Philippe Alliot    | RAM-Hart            | 0      | 0      | DNF         | 24    | –                |
| –    | Jo Gartner         | Osella-Alfa Romeo   | 0      | 0      | DNF         | 27    | –                |
| DSQ  | Stefan Bellof      | Tyrrell-Ford        | 68     | 1      | + 3 Runden  | 26    | 1:17,930         |
| DSQ  | Stefan Johansson   | Tyrrell-Ford        | 0      | 0      | DNF         | 25    | –                |

Anmerkungen
1. 1 2  Aufgrund von Verstößen gegen das Reglement wurden das Team Tyrrell sowie die Fahrer Brundle und Bellof im September 1984 rückwirkend für die gesamte Saison 1984 disqualifiziert. Zudem wurde dem Team die Teilnahme an den letzten drei Rennen des Jahres untersagt.

## WM-Stände nach dem Rennen
Die ersten fünf des Rennens bekamen 9, 6, 4, 3, 2 bzw. 1 Punkt(e). In der Fahrerwertung wurden die besten elf Resultate, in der Konstrukteurswertung alle Resultate gewertet.

### Fahrerwertung
| Pos. | Fahrer            | Konstrukteur        | Punkte |
| ---- | ----------------- | ------------------- | ------ |
| 01   | Alain Prost       | McLaren-TAG-Porsche | 35,5   |
| 02   | Niki Lauda        | McLaren-TAG-Porsche | 33     |
| 03   | Elio de Angelis   | Lotus-Renault       | 29     |
| 04   | René Arnoux       | Ferrari             | 24     |
| 05   | Keke Rosberg      | Williams-Honda      | 20,5   |
| 06   | Derek Warwick     | Renault             | 19     |
| 07   | Nelson Piquet     | Brabham-BMW         | 18     |
| 08   | Michele Alboreto  | Ferrari             | 11,5   |
| 09   | Ayrton Senna      | Toleman-Hart        | 9      |
| 10   | Patrick Tambay    | Renault             | 8      |
| 11   | Nigel Mansell     | Lotus-Renault       | 6      |
| 12   | Jacques Laffite   | Williams-Honda      | 5      |
| 13   | Teo Fabi          | Brabham-BMW         | 4      |
| 14   | Riccardo Patrese  | Alfa Romeo          | 3      |
| 15   | Eddie Cheever     | Alfa Romeo          | 3      |
| 16   | Andrea de Cesaris | Ligier-Renault      | 3      |

| Pos. | Fahrer             | Konstrukteur      | Punkte |
| ---- | ------------------ | ----------------- | ------ |
| 17   | Thierry Boutsen    | Arrows-Ford/-BMW  | 3      |
| 18   | Piercarlo Ghinzani | Osella-Alfa Romeo | 2      |
| 19   | Marc Surer         | Arrows-Ford/-BMW  | 0      |
| 20   | Corrado Fabi       | Brabham-BMW       | 0      |
| 21   | Mauro Baldi        | Spirit Hart       | 0      |
| 22   | Manfred Winkelhock | ATS-BMW           | 0      |
| 23   | Jonathan Palmer    | RAM-Hart          | 0      |
| 24   | Johnny Cecotto     | Toleman-Hart      | 0      |
| 25   | François Hesnault  | Ligier-Renault    | 0      |
| 26   | Philippe Alliot    | RAM-Hart          | 0      |
| –    | Jo Gartner         | Osella-Alfa Romeo | 0      |
| –    | Huub Rothengatter  | Spirit Hart       | 0      |
| –    | Mike Thackwell     | RAM-Hart          | 0      |
| DSQ  | Martin Brundle     | Tyrrell-Ford      | 8      |
| DSQ  | Stefan Bellof      | Tyrrell-Ford      | 5      |
| DSQ  | Stefan Johansson   | Tyrrell-Ford      | 0      |

### Konstrukteurswertung
| Pos. | Konstrukteur        | Punkte |
| ---- | ------------------- | ------ |
| 01   | McLaren-TAG-Porsche | 68,5   |
| 02   | Ferrari             | 35,5   |
| 03   | Lotus-Renault       | 35     |
| 04   | Renault             | 27     |
| 05   | Williams-Honda      | 25,5   |
| 06   | Brabham-BMW         | 22     |
| 07   | Toleman-Hart        | 9      |
| 08   | Alfa Romeo          | 6      |

| Pos. | Konstrukteur      | Punkte |
| ---- | ----------------- | ------ |
| 09   | Arrows-Ford/-BMW  | 3      |
| 10   | Ligier-Renault    | 3      |
| 11   | Osella-Alfa Romeo | 2      |
| 12   | Spirit-Hart       | 0      |
| 13   | ATS-BMW           | 0      |
| 14   | RAM-Hart          | 0      |
| DSQ  | Tyrrell-Ford      | 13     |

Anmerkungen
1. ↑  Tyrrell wurde im September 1984 wegen Reglementverstoßes aus der Weltmeisterschaft ausgeschlossen; Auslöser waren verbotene Wassertanks, die nach jedem Grand Prix befüllt wurden und auf diese Weise für ein Untergewicht während der Rennen sorgten.